# Sterrhochaeta lineola
Sterrhochaeta lineola là một loài bướm đêm trong họ Geometridae.